# Boophis ulftunni
Boophis ulftunni Wollenberg, Andreone, Glaw & Vences, 2008 è una rana della famiglia Mantellidae, endemica del Madagascar.

## Distribuzione e habitat
Masoala, Madagascar nord-orientale.